# Norbert Jacques

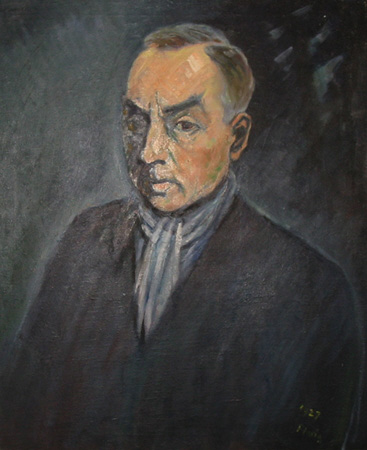
Waldemar Flaig: Porträt Norbert Jacques, 1927

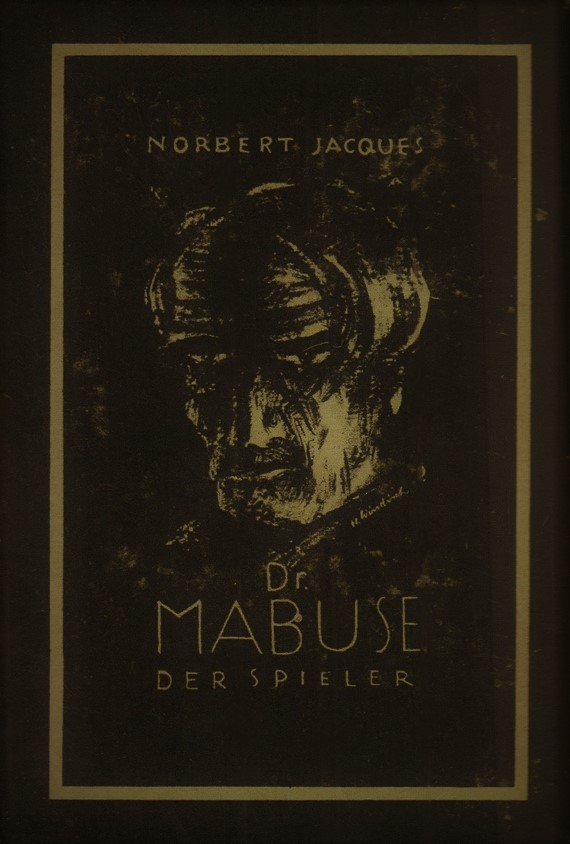
Dr. Mabuse von Norbert Jacques

Norbert Jacques (* 6. Juni 1880 in Luxemburg-Eich; † 15. Mai 1954 in Koblenz, Deutschland) war ein luxemburgischer Schriftsteller, der seine Texte in deutscher Sprache verfasste und hauptsächlich für die von ihm geschaffene Figur des Dr. Mabuse bekannt ist.

## Leben

### Frühe Jahre und Erster Weltkrieg
Norbert Jacques war der Sohn des Kaufmanns François Jacques und dessen Ehefrau Marie geb. Schmidt. Nach der Reifeprüfung verließ er seine Heimat und ging nach Deutschland. Im November 1901 begann er an der Universität Bonn Rechtswissenschaften zu studieren. Da er sich aber in dieser Zeit nur mit Kunst und Literatur beschäftigte (und gleichzeitig auch ein privates Theater gründen wollte), beendete Jacques sein Studium nach zwei Semestern.
Am Stadttheater von Bonn hatte Jacques seine erste Frau, die Schauspielerin Olga Hübner kennen gelernt. Ende 1902, kurz nach der Eheschließung, nahm Hübner ein Engagement am Theater in Beuthen an. Jacques ging mit ihr, obwohl die Ehe zu dieser Zeit wohl schon als zerrüttet gelten konnte.
Seinen Lebensunterhalt verdiente sich Jacques dort als Journalist bei der Oberschlesischen Grenzzeitung. Er wurde damit ein Kollege des späteren Schriftstellers Balder Olden. Von Anfang an fiel Jacques durch seine politischen Artikel auf, die im Sommer 1903 zu seiner Entlassung führten. Jacques ließ sich in dieser Zeit scheiden und ging nach Berlin. Mit Wirkung vom 1. Januar 1904 wurde er Redaktionsmitglied im Berliner Büro der Frankfurter Zeitung. Nach drei Monaten wurde er auch hier entlassen, da seine politischen Aussagen sich nicht mit der politischen Haltung der Zeitung vereinbaren ließen.
Nach einem kurzen Intermezzo am Bodensee ließ sich Jacques 1905 in Hamburg nieder. Als freier Journalist machte er dort die Bekanntschaft des Reeders Albert Ballin. Dieser ermöglichte Jacques auf seinem Dampfer Rhätia eine kostenfreie Überfahrt nach Rio de Janeiro, über Lissabon und Funchal. Nach vier Wochen in Südamerika angekommen, begann Jacques eine rund achtwöchige Rundreise durch Brasilien. Anschließend kehrte er wieder nach Deutschland zurück und ließ sich später in Salenstein (Kanton Thurgau, Schweiz) am Bodensee nieder.
1912 heiratete Jacques Margerite Samuely aus Wien, eine ehemalige Sekretärin von Arthur Schnitzler. Mit ihr hatte er zwei Töchter, Aurikula und Adeline. Die Hochzeitsreise dauerte 16 Monate und führte das Paar auf abenteuerliche Weise um die Welt. Sie starteten in Triest mit einem Schiff über Singapur nach Hongkong. In China unternahmen sie eine 3000 Kilometer lange Reise zu Boot und zu Pferd den Jangtsekiang aufwärts bis in die Nähe Tibets und wieder zurück. Anschließend segelte das Ehepaar auf einem Frachtsegler nach Sydney und von dort weiter nach Peru. Nach ausgedehnten Ausflügen ins Landesinnere brachte sie ein weiteres Schiff nach Rio de Janeiro. Von dort traten die beiden ihre Heimreise nach Hamburg an, nur unterbrochen von einem Aufenthalt auf Madeira.
Zurück in Europa mietete Jacques zusammen mit seiner Ehefrau in der Nähe von Romanshorn (Kanton Thurgau, Schweiz) Schloss Luxburg. Im Sommer 1914, sofort nach Beginn des Ersten Weltkrieges, meldete sich Jacques in Berlin als Kriegsfreiwilliger, wurde aber als Ausländer zurückgewiesen. Als Korrespondent der Frankfurter Zeitung reiste er in Folge immer wieder an verschiedene Frontabschnitte, um – nach eigenen Aussagen – dem Deutschen Reich publizistische Schützenhilfe zu leisten.
Im Oktober 1914 besuchte Jacques die Front in Belgien und verarbeitete seine Eindrücke ein Jahr später in seinem Werk „Die Flüchtlinge“. Im November desselben Jahres besuchte er London, um verschiedene Politiker zu interviewen. Anschließend begab er sich durch die Schweiz nach Frankreich, um auch von dort aus zu berichten. Eine Zusammenfassung dieser Reportagen erschien 1915 unter dem Titel London und Paris im Krieg. Im Herbst des darauffolgenden Jahres berichtete Jacques von verschiedenen Frontabschnitten im Osten und veröffentlichte darüber 1916 sein Buch In der Schwarmlinie des österreichisch-ungarischen Bundesgenossen. In diesen drei Werken bezog Jacques offen Stellung für das Deutsche Reich. Alle diese Reisen unternahm Jacques mit seinem luxemburgischen Reisepass, was im Großherzogtum aus neutralitätspolitischen Erwägungen absolutes Unverständnis auslöste.

### Weimarer Republik und Nationalsozialismus
Im Sommer 1918 kaufte Jacques das Wasserschloss Gaissberg in Kreuzlingen (Kanton Thurgau, Schweiz), musste aber innerhalb eines Jahres Konkurs anmelden, da er sich finanziell völlig übernommen hatte. Aber bereits 1920 konnte er einen Hof („Das Haus war neu und scheußlich, billig gebaut, doch geräumig“) in Thumen in der Gemeinde Schlachters (heute Sigmarszell) bei Lindau erwerben, der Zeit seines Lebens sein Eigentum und Hauptwohnsitz blieb.
Mit Wirkung vom 17. Oktober 1922 erhielt Norbert Jacques die deutsche Staatsbürgerschaft verliehen.
1924 wurde Jacques von einer Filmfirma als Berater engagiert und bereiste mit einer Filmcrew mehrere Wochen Brasilien.
Jacques half mit bei Gründung der Künstlervereinigung Der Kreis (Bodenseegebiet) („ohne Beachtung der bestehenden politischen Landesgrenzen“), die vom 18. Dezember 1925 bis zur Auflösung 1937 bestand und der 12 Künstler als Gründungsmitglieder angehörten.
1928 durchquerte er die Anden, zu Pferd ritt Jacques von Kolumbien bis nach Ecuador. Ein Jahr später reiste er ganz auf sich gestellt von Ägypten nach Rhodesien. Zwischen seinen Reisen weilte Jacques auf Gut Adelinenhof und brachte seine Reiseerlebnisse zu Papier.
1938 wurde auch für Jacques und seine Familie zum Schicksalsjahr, denn seine Frau gehörte dem jüdischen Glauben an. Die Eheleute ließen sich scheiden und Margerite emigrierte Anfang 1939 in die USA. Seinen beiden Töchtern konnte Jacques mittels seiner Verwandten in Luxemburg die luxemburgische Staatsbürgerschaft verschaffen, er selbst konnte sich nicht überwinden, seine geliebte Wahlheimat Deutschland für immer zu verlassen.
1940 heiratete Jacques Maria Jäger aus der Schweiz. Bedrängt durch die Auflagen der Reichsschrifttumskammer, verlegte er sich schriftstellerisch immer mehr auf historische Themen. Zu nennen ist hier vor allem „Leidenschaft“, ein Roman über den frühen Schiller. Die Darstellung des Herzogs Carl Eugen wurde damals als kaschierte Kritik an Hitler gelesen und bereitete ihm einige Schwierigkeiten; dennoch wurde der Roman unter dem Titel Friedrich Schiller – Triumph eines Genies verfilmt. Seinen Lebensunterhalt verdiente sich Jacques in diesen Jahren meistenteils als Lohnschreiber beim Film, aber er verfasste auch allein mehrere Drehbücher.
Als 1940 der Krieg nach Westen ausgeweitet wurde, kehrten seine beiden Töchter – inzwischen staatenlos – auf Gut Adelinenhof zurück. Bis Kriegsende 1945 unterstützte Jacques mit seinen Lesungen vor allem in den Benelux-Staaten die deutsche Propaganda. Hierin ist der Grund für die bis heute andauernde Ablehnung Jacques’ in seiner Heimat zu sehen. Die letzten Kriegstage erlebte der 65-Jährige als Bürgermeister von Schlachters. Sofort nach Kriegsende wurde er verhaftet und von der französischen Militärpolizei nach Luxemburg überstellt. Dort wurde er noch im selben Jahr wegen Landesverrats angeklagt und 1946 „für immer“ aus dem Großherzogtum ausgewiesen.

### Letzte Jahre
Die letzten Jahre verbrachte Jacques abwechselnd in Hamburg und am Bodensee. 1950 konnte er den ersten Teil seiner Autobiografie unter dem Titel Mit Lust gelebt veröffentlichen. Dieser Teil reicht bis zum Jahr 1928, der zweite Teil blieb Zeit seines Lebens unveröffentlicht. Zu seinem 50. Todestag erschien 2004 eine wesentlich erweiterte Neuausgabe, die insbesondere auch die 30er und 40er Jahre umfasst.
Seine letzte große Reise führte Jacques noch einmal quer durch Südamerika. Das Ergebnis dieser Unternehmung war der Bildband Von Feuerland bis zum Äquator, den er 1953 zusammen mit Kurt Peter Karfeld veröffentlichte.
Im Alter von 73 Jahren starb Norbert Jacques am 15. Mai 1954 im Koblenzer Hotel Pfälzer Hof an einem Herzinfarkt. Er weilte dort anlässlich eines Weinfestes, auf dem eine Autorenlesung mit ihm geplant war. Seine letzte Ruhestätte fand Norbert Jacques auf dem Friedhof von Schlachters. In einem Nachruf beschrieb ihn sein Freund und Kollege Kasimir Edschmid als einen „Typus von Männlichkeit und Literatur, wie es ihn nicht mehr gibt!“

## Leistungen
1909 gab Jacques mit dem Roman „Funchal“ sein Debüt als Schriftsteller. Der Verleger Samuel Fischer war durch Bernhard Kellermann auf ihn aufmerksam gemacht worden.
In Funchal schildert Jacques das Leben des Schiffbrüchigen Tho, welcher auf Jütland entwurzelt zwischen zwei Kulturen lebt. In diesem Helden prallen Fernweh und Heimatliebe aufeinander; eine Problematik, die auch Jacques zeit seines Lebens nicht unberührt gelassen hatte.
Jacques 'politische' Werke lassen sich auf Die Flüchtlinge (1915), London und Paris im Krieg (1915) und In der Schwarmlinie des österreichisch-ungarischen Bundesgenossen (1916) beschränken. Wahrscheinlich lag ihm eine rein journalistische Arbeit weit weniger als die rein schriftstellerische.
1917 erschien sein Roman Piraths Insel. Darin wird die Geschichte des deutschen Ingenieurs Peter Pirath geschildert, der 1913 anlässlich seiner Eheprobleme Europa verlässt. Auf Java lebt und wirkt er einige Zeit sehr erfolgreich; einige Zeit später will er aus Heimweh nach Europa zurück. Auf der Heimreise erleidet er Schiffbruch und kann sich auf die fiktive Insel Kililiki retten. Dort trifft er auf die einheimische Bevölkerung, die ihn schon bald als Gott verehren.
Da Jacques auf seinen Reisen immer versuchte „hinter die Kulissen“ zu schauen, waren ihm auch die durch den europäischen Kolonialismus hervorgerufenen Probleme ein Begriff. „Piraths Insel“ ist daher auch eine Robinsonade, in der die Kritik des Eurozentrismus einen großen Stellenwert hat. Aus heutiger Sicht ist das Ergebnis allerdings nicht viel besser als der Urzustand und überdies mit sexistischen Untertönen behaftet. Nach Mabuse wurde dieses sein erfolgreichster Roman.
Auf das Ende des Ersten Weltkriegs und die damit verbundenen politischen wie gesellschaftlichen Umwälzungen reagierte Jacques mit seinem Roman Landmann Hal. Der Roman zeigt eine fast schon religiös überhöhte Sicht des Landlebens, in das sich der Held zu retten versucht. Die autobiografische Umsetzung gelang dem Autor am Bodensee dann genauso wenig wie seinem Helden.
Der Charakter des Dr. Mabuse wurde ebenfalls von dem Verlangen nach einer neuen Gesellschaft angetrieben. Seine brasilianische Kolonie Eitopomar soll ihm die Flucht aus der verdorbenen, korrumpierten europäischen Gesellschaft ermöglichen. (Man bedenke, welche tiefgreifenden Umwälzungen und welche enormen gesellschaftlichen Kontraste der Autor miterlebte; auch wenn er zu Eurozentrismus und bisweilen zu Patriotismus neigte, bewahrte er sich doch sein scharfes Auge für die negativen Seiten der ihn umgebenden Gesellschaft.)
Erwähnenswert ist noch sein Büchlein Die Limmburger Flöte, eine Satire auf seine Heimat. In diesem Werk erzählt Jacques die Geschichte des (fiktiven) Limmburger Musikers Pierre Nocké, der auf einer Flöte blasen konnte, welche er nicht erst kaufen mußte. Auch dieses Werk ist heute noch mit daran schuld, dass der Autor in seiner Heimat Persona non grata ist.
Einem Zitat Balder Oldens nach – „Je höher die Honorare sausten, um so tiefer tauchte der Poet“ – legte Jacques als erfolgreicher Schriftsteller kaum noch Wert auf Qualität. Die Reisebeschreibungen halten ein Niveau, das seine Kriminalromane kaum je erreichten. Hier verkaufte er sich oftmals unter Wert und lieferte „reißerische Schmachtfetzen“ ab, die nur auf den raschen Gewinn ausgerichtet waren. Allerdings konnte er so auch seine zahlreichen Reisen finanzieren.
Sein Werk umfasst über 50 Bücher und mehrere hundert Kurzgeschichten und Erzählungen. Seine Aufsätze, Essays und Glossen in Literaturzeitschriften wie Die Aktion, Hyperion, März, Neue Rundschau, Die Rheinlande oder Die Weißen Blätter blieben ungezählt. Darüber hinaus war er als Übersetzer, Rundfunksprecher und Drehbuchautor tätig. Mehrere seiner Romane wurden verfilmt, wobei Jacques bei fast allen als Berater hinzugezogen worden war.
Fast unbemerkt neben seinem eigenen Werk übersetzte Jacques Werke von Maurice Renard (Orlacs Hände), Rudyard Kipling (Fischerjungs) und Hugh Walpole (Jeremy auf der Schule).
Wichtige Literaturkritiker wie Emil Factor, Heinrich Eduard Jacob, Monty Jacobs, Alfons Paquet und Batty Weber äußerten bei aller Kritik immer durchwegs positiv über ihn. Letzterer prophezeite Jacques bereits 1909 eine große Zukunft. Aber auch Kollegen und Freunde unter den Journalisten, wie Franz Theodor Csokor, Richard Dehmel, Robert Musil, Willy Seidel, Fritz von Unruh und Berthold Viertel waren voll des Lobes seiner Werke wegen.
„...[der] mit bewährtem Talent das im besseren Sinne Abenteuerliche und Unterhaltende pflegt“ war ein Ausspruch Thomas Manns über Norbert Jacques. René Schickele verglich Jacques sogar mit Honoré de Balzac und Arthur Schnitzler fand ihn „einfach begabt!“

## Nachwirkungen
Norbert Jacques ist nach seinem Tod lange in Vergessenheit geraten. Nur sein genialer "Meisterverbrecher" Doktor Mabuse hat ihn überlebt. Der Roman Dr. Mabuse, der Spieler erschien 1920 und wurde von Fritz Lang nach dem Drehbuch von Thea von Harbou unter demselben Titel verfilmt.
Der literarische Nachlass von Norbert Jacques befindet sich zum größten Teil im Literaturarchiv Saar-Lor-Lux-Elsass an der Universität des Saarlandes in Saarbrücken. In seinem Geburtsland Luxemburg wird Norbert Jacques wegen seiner Nähe zu Deutschland meist negativ bewertet. In neuerer Zeit hat der in Luxemburg lehrende Philosoph Volker Zotz dort zu einer Neubewertung Jacques’ aufgerufen.

## Werke
- Im Banne, Gedichte, Pierson, Dresden 1901.
- Der Hafen Roman, Fischer, Berlin 1910.
- Heisse Städte. Eine Reise nach Brasilien, Fischer, Berlin 1911 [Später auch unter dem Titel Heisses Land: Eine Reise nach Brasilien]
- Die Flüchtlinge. Von einer Reise durch Holland hinter die belgische Front, Fischer, Berlin 1915.
- London und Paris im Krieg. Erlebnisse auf Reisen durch England und Frankreich in Kriegszeit, Fischer, Berlin 1915.
- In der Schwarmlinie des österreichisch-ungarischen Bundesgenossen, Fischer, Berlin 1916.
- Piraths Insel, Roman, Fischer, Berlin 1917.
- Landmann Hal, Roman, Fischer, Berlin 1919.
- Siebenschmerz, Roman, Fischer, Berlin 1919.
- Der Trotzturm, Hillger, Berlin 1919.
- Die heilige Lant, Roman, Wegweiser Verlag, Berlin 1920.
- Im Kaleidoskop der Weltteile. Reisen von Norbert Jacques, Deutsche Buch-Gemeinschaft, Berlin um 1920.
- Dr. Mabuse, der Spieler. Ullstein, Berlin um 1920 [Aktuelle Neuauflage: Area-Verlag, Erftstadt 2004, ISBN 3-89996-833-6]
- Die Frau von Afrika. Roman aus den Tropen, Drei-Masken-Verlag, München 1921.
- Auf dem chinesischen Fluß, Reisebuch, Fischer, Berlin 1921.
- Das Bodenseebuch des Jahres 1921/1922/1923. Achter/Neunter/Zehnter Jahrgang, Reuß & Itta, Konstanz 1921/1922/1923 [Neuauflage unter dem Titel Der Bodensee hintenherum. 33 kulturhistorische Skizzen, De-Scriptum-Verlag, Uhldingen 1995, ISBN 3-931071-02-2]
- Sturmbock. Eine Segelschiffsreise durch den Stillen Ozean, Gyldendal-Verlag, Berlin 1922.
- Mariens Tor, Erzählungen, Seifert, Stuttgart 1922.
- Die Pulvermühle, Roman, Gyldendal-Verlag, Berlin 1922.
- Die Zwei in der Südsee, Ullstein, Berlin 1922.
- Südsee. Ein Reisebuch, Drei-Masken-Verlag, München 1922.
- Ingenieur Mars, Roman, Drei-Masken-Verlag, München 1923.
- Funchal. Eine Geschichte der Leidenschaft, Seifert, Stuttgart 1924.
- Mensch gegen Mensch, Roman, Scherl-Verlag, Berlin 1924.
- Im Morgengrauen, Fleischhauer & Spohn, Stuttgart 1925.
- Neue Brasilienreise, Drei-Masken-Verlag, München 1925.
- Der Kaufherr von Shanghai, Roman, AWA-Verlag, München 1925.
- Der Feueraffe, Roman, Ullstein, Berlin 1926.
- Der Gefangene der Felseninsel, Roman, Verlag der Deutschen Rundschau, Berlin 1926.
- Die Limmburger Flöte. Bericht über Pierre Nocke, den berühmten Musikus aus Limmburg, der auf einer Flöte blasen konnte, die er sich nicht erst zu kaufen brauchte, Gebr. Mann, Berlin 1927 [Reprint: Röhrig-Verlag, St. Ingbert 1985, ISBN 3-924555-05-2]
- Plüsch und Plümowski, Roman, Neufeld & Henius, Berlin 1927. Verfilmung 1947
- Reise nach Sumatra. Schicksale von Menschen und Tieren, Hanseatische VA, Hamburg 1929.
- Das Tigerschiff, Roman, Drei-Masken-Verlag, München 1929.
- Fünf in der Südsee, Roman, Knorr & Hirth, München 1930.
- Das Piratenkastell. Deutsche Landschaftserlebnisse, Deutsche Hausbücherei. Hamburg, um 1930.
- Gold in Afrika, Roman, Reckendorf-Verlag, Berlin 1931.
- Mann und Teufel, Roman, Gerlach, Berlin 1934.
- Afrikanisches Tagebuch, Fischer, Berlin 1936.
- Der Bundschuhhauptmann, Roman, Deutsche Buchgesellschaft, Berlin 1936.
- Der Herr des Hafens. Ein abenteuerlicher Roman, Aufwärts-Verlag, Berlin 1937.
- Keine Macht über Isabel, Roman, Deutscher Verlag, Berlin 1939.
- Leidenschaft. Ein Schiller-Roman, Deutscher Verlag, Berlin 1939.
- Wirbel der Welt. Erlebnisse, Berichte, Ereignisse, Wittich-Verlag, Darmstadt 1942.
- Die Karte auf der Kugel. Ritter Martin Behaim, Globusmacher und Seefahrer (alternativer Titel: Martin Behaim, Seefahrer und Sternenrechner), Wilhelm-Limpert-Verlag, Berlin 1942.
- Trommler Barnum. Roman eines Zirkusmannes, Deutscher Verlag, Berlin 1943.
- Verwirrung im Bellvue-Hotel, Roman, Aufwärts-Verlag, Berlin 1943.
- Der Sternenrechner Behaim, Abendland-Verlag, Wuppertal 1947.
- Am Rande der Welt, Roman, Toth-Verlag, Hamburg 1947.
- Das Erbe auf Sumatra. Taurus-Verlag, Hamburg 1949.
- Das Testament des Dr. Mabuse oder Mabuses letztes Spiel. Roman eines Dämons, ?, München 1950, [Div. Neuauflagen]
- Tsetse. Ein Afrika-Roman, Habel-Verlag, Berlin 1950.
- Mit Lust gelebt. Roman meines Lebens, Hoffmann und Campe, Hamburg 1950.
- Von Feuerland bis zum Äquator, Apollo-Verlag, Neumünster 1953 (mit Kurt Peter Karfeld)
- Zwei Sterne über dem Säntis. Roman einer großen Liebe, Veitsburg-Verlag, Ravensburg 1955.
- Die Nacht auf der Eisscholle. Ein Hörspiel, ?, ?
- Liebesabend in Biesigheim. Landschaftserlebnisse. Stark-Verlag, Besigheim-Bissingen 2003, ISBN 3-925617-81-7.
- Mit Lust gelebt. Roman meines Lebens. Kommentierte, illustrierte und wesentlich erweiterte Neuausgabe, Hrsg. von Hermann Gätje, Germaine Goetzinger, Gast Mannes und Günter Scholdt, Röhrig Universitätsverlag, St. Ingbert 2004, ISBN 978-3-86110-357-8.

### Übersetzungen
- Maurice Renard: Orlac’s Hände. Drei Masken, München 1922.
- Rudyard Kipling: Staks und Genossen. Pennälerstreiche. P. List, Leipzig 1928.

### Drehbücher nach Geschichten Norbert Jacques
- Dr. Mabuse, der Spieler (Regie: Fritz Lang), Drehbuch von Thea von Harbou
- Mensch gegen Mensch (Regie: Hans Steinhoff)
- Brasilienfahrt
- Das Frauenhaus von Rio (Regie: Hans Steinhoff)
- Das Testament des Dr. Mabuse (Regie: Fritz Lang)
- Eine Frau kommt in die Tropen (Regie: Hans Steinhoff)
- Die scharlachrote Brigade
- Export in Blond

## Dokumentarfilme
- Renata Grünenfelder: Im Schatten des Dr. Mabuse, Die Töchter von Norbert Jacques. halbbildhalbton.ch, 2009.